# Classe Argonaute (sous-marin)
Pour les autres classes de navires du même nom, voir Classe Argonaute.
La classe Argonaute est une classe de sous-marins français construits pour la Marine nationale avant la Seconde Guerre mondiale.

## Conception
La classe Argonaute est une version de 630 tonnes améliorée des 600 tonnes précédents. Conçus par Schneider-Laubeuf, ils sont plus grands, plus habitables et tiennent mieux la plongée. Ils possèdent trois tubes lance-torpilles de 533 mm. Deux en extérieur à l'étrave et un autre à l'arrière. Deux tubes montés sur une plateforme orientable de 400 mm, montés sur une plateforme orientable à l'arrière du kiosque.

## Histoire
Durant la guerre, seul l'Argonaute est coulé. En effet, lors de l'opération Torch le 8 novembre 1942, il est atteint par plusieurs charges ASM du destroyer britannique Achattes au large d'Oran.
L'Aréthuse, de la classe Argonaute, embarque le capitaine de Neuchèze, évadé le 29 septembre 1943 avec le précieux étendard du 2ème régiment de Dragons au large de Saint-Tropez en 1943.

## Homonymie
Il ne faut pas confondre cette classe de sous-marins avec l'Argonaute, un sous-marin de classe Aréthuse. Ce sous-marin, mis à l'eau en 1958 et désarmé en 1982, est exposé, depuis 1991, à la Cité des sciences et de l'industrie de la Villette, à Paris.

## Unités de la classe
| Nom             | Chantier de construction             | Quille posée | Lancement   | Mise en service | Destiné                                                                           |
| --------------- | ------------------------------------ | ------------ | ----------- | --------------- | --------------------------------------------------------------------------------- |
| Argonaute (NN6) | Chantiers Schneider Chalon-sur-Saône | avril 1928   | 23 mai 1929 | juin 1932       | Coulé au large d'Oran le 8 novembre 1942                                          |
| Aréthuse (NN7)  | Chantiers Schneider Chalon-sur-Saône | avril 1928   | 8 août 1929 | juillet 1933    | Rejoint les FNFL en décembre 1942. Revendu en mars 1946                           |
| Atalante (Q162) | Chantiers Schneider Chalon-sur-Saône | janvier 1929 | 5 août 1930 | septembre 1934  | Rejoint les FNFL en décembre 1942. Revendu en mars 1946                           |
| Vestale (Q176)  | Chantiers Schneider Chalon-sur-Saône | janvier 1930 | 25 mai 1932 | août 1934       | Rejoint les forces françaises combattantes en décembre 1942. Revendu en août 1946 |
| Sultane (Q177)  | Chantiers Schneider Chalon-sur-Saône | janvier 1930 | 5 août 1932 | mai 1935        | Rejoint les FNFL en décembre 1942. Revendu en décembre 1946                       |